# Tulio
El tulio es un elemento químico de la tabla periódica cuyo símbolo es Tm y su número atómico es 69.
En 1879, el químico sueco Per Teodor Cleve separó del óxido de tierras raras erbia otros dos componentes hasta entonces desconocidos, a los que llamó holmia y thulia; se trataba de los óxidos de holmio y de tulio, respectivamente. En 1911 se obtuvo por primera vez una muestra relativamente pura de tulio metálico. Su nombre procede del antiguo nombre griego de Escandinavia en latín, Thulium.
El tulio es el segundo elemento menos abundante de los lantánidos, después del radiactivamente inestable prometio, que sólo se encuentra en trazas en la Tierra. Es un metal fácil de trabajar con un lustre gris plateado brillante. Es bastante blando y se empaña lentamente en el aire. A pesar de su elevado precio y rareza, el tulio se utiliza como fuente de radiación en dispositivos portátiles de rayos X y en algunos láseres de estado sólido. No tiene ninguna función biológica importante y no es especialmente tóxico.

## Historia

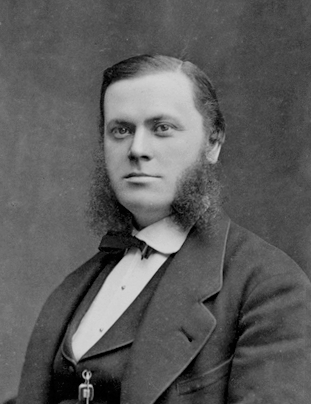
Per Teodor Cleve, el científico que descubrió el tulio y el holmio.

El tulio fue descubierto por el químico sueco Per Teodor Cleve en 1879 al buscar impurezas en los óxidos de otros elementos de tierras raras (este era el mismo método que Carl Gustaf Mosander había utilizado anteriormente para descubrir algunos otros elementos de tierras raras). Cleve comenzó eliminando todos los contaminantes conocidos de erbia (Er
2O
3). Tras un procesamiento adicional, obtuvo dos nuevas sustancias; uno marrón y otro verde. La sustancia marrón era el óxido del elemento holmio y fue nombrada holmia por Cleve, y la sustancia verde era el óxido de un elemento desconocido. Cleve nombró el óxido thulia y su elemento thulium después de Thule, un griego antiguo nombre de lugar asociado con Escandinavia o Islandia. El símbolo atómico de Tulio fue inicialmente Tu, pero luego se cambió a Tm.
El tulio era tan raro que ninguno de los primeros investigadores tenía suficiente cantidad para purificar lo suficiente como para ver el color verde; tenían que contentarse con observar espectroscópicamente el fortalecimiento de las dos bandas de absorción características, a medida que el erbio se eliminaba progresivamente. El primer investigador en obtener tulio casi puro fue Charles James, un expatriado británico que trabajaba a gran escala en la Colegio de New Hampshire en Durham, Estados Unidos. En 1911 informó de sus resultados, después de haber utilizado su método descubierto de cristalización fraccionada de bromato para realizar la purificación. Es bien sabido que necesitó 15.000 operaciones de purificación para establecer que el material era homogéneo.
El óxido de tulio de alta pureza se ofreció comercialmente por primera vez a fines de la década de 1950, como resultado de la adopción de la tecnología de separación intercambio iónico. Lindsay Chemical Division de American Potash & Chemical Corporation lo ofreció en grados de 99% y 99,9% de pureza. El precio por kilogramo osciló entre 4.600 y 13.300 dólares EE. UU. en el período de 1959 a 1998 para el 99,9% de pureza, y fue el segundo más alto para los lantánidos detrás del lutecio.

## Propiedades

### Propiedades físicas
El metal de Tulio puro posee un lustre plateado. Es medianamente estable al ser expuesto al aire, pero debe ser protegido de la humedad. El metal es blando, maleable y dúctil. El Tulio es ferromagnético a temperaturas por debajo de 32 K, antiferromagnético entre 32 y 56 K y paramagnético por encima de 56 K.

### Propiedades químicas
El metal de Tulio se oxida lentamente al ser expuesto al aire y se quema a una temperatura de 150 °C formando óxido de Tulio(III):
4 Tm + 3 O2 → 2 Tm2O3
El Tulio es bastante electropositivo y reacciona lentamente con agua fría y bastante rápido con agua caliente para formar hidróxido de Tulio:
2 Tm (s) + 6 H2O (l) → 2 Tm(OH)3 (aq) + 3 H2 (g)
El Tulio reacciona con todos los halógenos. Las reacciones son lentas a temperatura ambiente, pero vigorosas por encima de 200 °C:
2 Tm (s) + 3 F2 (g) → 2 TmF3 (s) [blanco]
2 Tm (s) + 3 Cl2 (g) → 2 TmCl3 (s) [amarillo]
2 Tm (s) + 3 Br2 (g) → 2 TmBr3 (s) [blanco]
2 Tm (s) + 3 I2 (g) → 2 TmI3 (s) [amarillo]
El Tulio se disuelve en ácido sulfúrico diluido para formar soluciones que contienen los iones verde pálido de Tm(III), los que existen como complejos de [Tm(OH2)9]3+:
2 Tm (s) + 3 H2SO4 (aq) → 2 Tm3+ (aq) + 3 SO42- (aq) + 3 H2 (g)
El Tulio reacciona con varios elementos metálicos y no-metálicos formando un conjunto de compuestos binarios, incluidos TmN, TmS, TmC2, Tm2C3, TmH2, TmH3, TmSi2, TmGe3, TmB4, TmB6 y TmB12. En estos compuestos, el Tulio presenta estados de valencia +2, +3 y +4, sin embargo, el estado +3 es más común y dicho estado es el único que se ha observado en soluciones de Tm.

## Ocurrencia

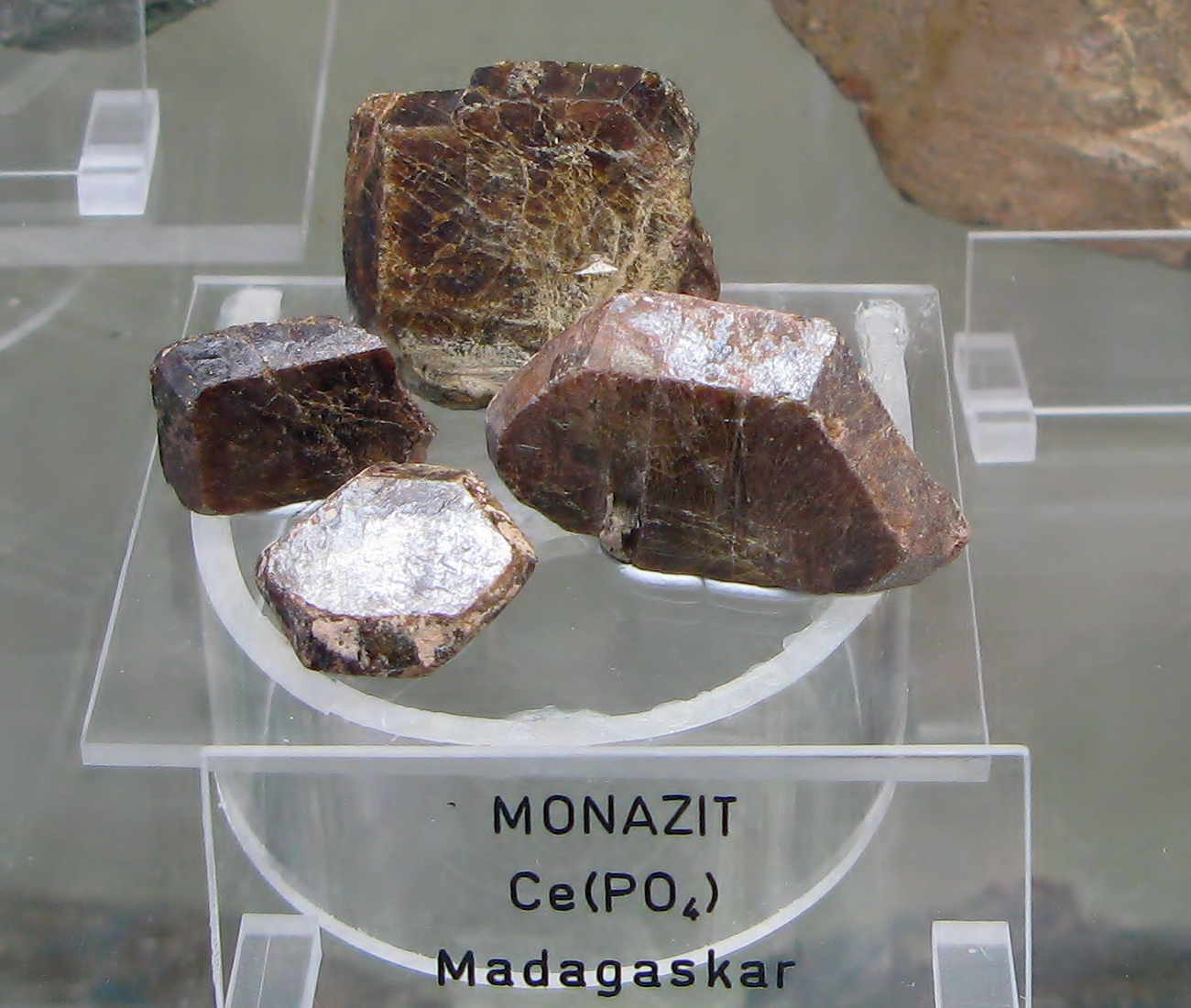
El tulio se encuentra en el mineral monacita.

El elemento nunca se encuentra en la naturaleza en forma pura, pero se encuentra en pequeñas cantidades en minerales con otras tierras raras. El tulio se encuentra a menudo con minerales que contienen itrio y gadolinio. En particular, el tulio se encuentra en el mineral gadolinita. Sin embargo, como muchos otros lantánidos, el tulio también se encuentra en los minerales monacita, xenotima y euxenita. El tulio no se ha encontrado en prevalencia sobre las otras tierras raras en ningún mineral todavía. Su abundancia en la corteza terrestre es de 0,5 mg/kg en peso y 50 partes por billón en moles. El tulio constituye aproximadamente 0,5 partes por millón del suelo, aunque este valor puede oscilar entre 0,4 y 0,8 partes por millón. El tulio constituye 250 partes por cuatrillón del agua de mar. En el Sistema Solar, el tulio existe en concentraciones de 200 partes por billón en peso y 1 parte por billón en moles. El mineral de tulio se encuentra sobre todo en China. Sin embargo, Australia, Brasil, Groenlandia, India, Tanzania, y los Estados Unidos también tienen grandes reservas de tulio. Las reservas totales de tulio son de aproximadamente 100.000 toneladas. El tulio es el lantánido menos abundante de la Tierra, a excepción del prometio radiactivo.

## Producción
El tulio se extrae principalmente del mineral monacita (~0,007 % de tulio) que se encuentran en las arenas de los ríos, a través de intercambio iónico. Las técnicas más nuevas de intercambio de iones y extracción con solventes han llevado a una separación más fácil de las tierras raras, lo que ha reducido los costos de producción del tulio. Las fuentes principales hoy en día son las arcillas de adsorción de iones del sur de China. En estas, aproximadamente dos tercios del contenido total de tierras raras es itrio, y el tulio es aproximadamente el 0,5% (o aproximadamente empatado con lutecio por rareza). El metal se puede aislar mediante reducción de su óxido con lantano metálico o mediante reducción con calcio en un recipiente cerrado. Ninguno de los compuestos naturales del tulio es comercialmente importante. Se producen aproximadamente 50 toneladas al año de óxido de tulio. En 1996, el óxido de tulio costaba 20 dólares estadounidenses por gramo, y en 2005, el polvo metálico de tulio con una pureza del 99 % costaba 70 dólares estadounidenses por gramo.

## Aplicaciones

### Láser
El granate de itrio y aluminio dopado triplemente con holmio-cromo-tulio (Ho:Cr:Tm:YAG, o Ho,Cr,Tm:YAG) es un material de medio láser activo con alta eficiencia. Lanza a 2080 nm en el infrarrojo y se utiliza ampliamente en aplicaciones militares, medicina y meteorología. Los láseres de YAG dopados con tulio (Tm:YAG) operan a 2010 nm. La longitud de onda de los láseres basados en el tulio es muy eficiente para la ablación superficial de tejidos, con una profundidad de coagulación mínima en el aire o en el agua. Esto hace que los láseres de tulio sean atractivos para la cirugía con láser.

### Fuente de rayos X
A pesar de su elevado coste, los dispositivos portátiles de rayos X utilizan tulio que ha sido bombardeado con neutrones en un reactor nuclear para producir el isótopo Tulio-170, que tiene una vida media de 128,6 días y cinco líneas de emisión principales de intensidad comparable (a 7. Estas fuentes radiactivas tienen una vida útil de aproximadamente un año, como herramientas de diagnóstico médico y dental, así como para detectar defectos en componentes mecánicos y electrónicos inaccesibles. Estas fuentes no necesitan una amplia protección contra la radiación – , sólo una pequeña taza de plomo.
Se encuentran entre las fuentes de radiación más populares para su uso en radiografía industrial.
El tulio-170 está ganando popularidad como fuente de rayos X para el tratamiento del cáncer mediante braquiterapia (radioterapia de fuente sellada).

### Otros
El tulio se ha utilizado en superconductores de alta temperaturas de forma similar al itrio. El tulio tiene potencialmente un uso en ferritas, materiales magnéticos cerámicos que se utilizan en equipos de microondas. El tulio también es similar al escandio en el sentido de que se utiliza en la iluminación de arco por su inusual espectro, en este caso, sus líneas de emisión verdes, que no son cubiertas por otros elementos. Debido a que el tulio posee una fluorescencia con un color azul cuando se expone a luz ultravioleta, el tulio se coloca en los billetes de euro  como una medida para prevenir falsificación. La fluorescencia azul del culfato de calcio dopado con Tm ha sido utilizada en dosímetros personales para monitoreo visual de radiación. Los haluros dopados con Tm en los cuales el Tm se encuentra con su estado de valencia 2+, aparecen como materiales luminiscentes promisorios que pueden constituir y hacer posible el diseño de ventanas generadoras de electricidad eficientes basadas en el principio de un concentrador solar luminescente.